# Karang Dapo Baru
Karang Dapo Baru is een bestuurslaag in het regentschap Empat Lawang van de provincie Zuid-Sumatra, Indonesië. Karang Dapo Baru telt 444 inwoners (volkstelling 2010).